# Parc Karlsaue
Le Parc Karlsaue est un parc public situé dans la ville de Cassel en Hesse, en Allemagne. 